# Desirèe Henry
Desirèe Henry (Londres, 26 de agosto de 1995) é uma velocista britânica, medalhista olímpica.

## Carreira
Desirèe Henry competiu na Rio 2016, conquistando a medalha de bronze no revezamento 4x100m. 